# ベスラン・ムドラノフ
ベスラン・ムドラノフ（Beslan Mudranov、1986年7月7日 - ）は、ロシアのカバルダ・バルカル共和国出身の柔道家。階級は60kg級。身長166cm。

## 人物
柔道は13歳の時に始めた。一方でサンボにも取り組んでいたが、2008年からは柔道に専念することとなった。2010年の世界選手権では3位決定戦で日本の平岡拓晃の背負投で敗れて5位だった。2011年のワールドマスターズでは3位となった。2012年にはワールドマスターズで昨年に続いて3位になると、ヨーロッパ選手権では優勝を果たしたが、国内のこの階級にはより活躍していたアルセン・ガルスチャンがいたために、ロンドンオリンピック代表にはなれなかった。2014年にはヨーロッパ選手権で2度目の優勝を飾った。地元ロシアで開催された世界選手権では準決勝で世界チャンピオンの髙藤直寿を指導1で破ると、決勝ではモンゴルのガンバット・ボルドバータルに指導2で敗れたが2位となった。2016年のリオデジャネイロオリンピックでは決勝で世界チャンピオンであるカザフスタンのエルドス・スメトフをGSに入ってから技ありで破り、金メダルを獲得した。

## 主な戦績
- 2009年 - グランドスラム・モスクワ 3位
- 2009年 - グランドスラム・リオデジャネイロ 5位
- 2010年 - ヨーロッパ選手権 5位
- 2010年 - ワールドカップ・サンパウロ 優勝
- 2010年 - グランドスラム・モスクワ 5位
- 2010年 - 世界選手権 5位
- 2010年 - グランプリ・アブダビ 優勝
- 2010年 - グランプリ・青島 2位
- 2011年 - ワールドマスターズ 3位
- 2011年 - グランドスラム・リオデジャネイロ 5位
- 2011年 - ワールドカップ・マイアミ 2位
- 2011年 - グランプリ・アムステルダム 3位
- 2012年 - ワールドマスターズ 3位
- 2012年 - ヨーロッパ選手権 優勝
- 2012年 - ワールドカップ・リスボン 優勝
- 2012年 - グランプリ・アブダビ 優勝
- 2013年 - グランドスラム・パリ 3位
- 2013年 - ワールドマスターズ 5位
- 2013年 - グランプリ・リエカ 優勝
- 2013年 - グランプリ・アブダビ 優勝
- 2014年 - グランプリ・サムスン 優勝
- 2014年 - ヨーロッパ選手権 優勝
- 2014年 - 世界選手権 2位
- 2015年 - パンナムオープン・サンティアゴ 優勝
- 2015年 - パンナムオープン・モンテビデオ 優勝
- 2015年 - ヨーロッパ競技大会 優勝
- 2015年 - グランドスラム・東京 2位
- 2016年 - グランプリ・デュッセルドルフ 3位
- 2016年 - リオデジャネイロオリンピック 優勝
- 2018年 - グランドスラム・エカテリンブルグ 3位
- 2018年 - ヨーロッパ選手権 3位

（出典、JudoInside.com）